# Sobór Kazańskiej Ikony Matki Bożej w Almietjewsku
Sobór Kazańskiej Ikony Matki Bożej – prawosławny sobór w Almietjewsku, katedra eparchii almietjewskiej Rosyjskiego Kościoła Prawosławnego.
Świątynia znajduje się przy Placu Soborowym.
W październiku 2000 władze Almietjewska przekazały działkę pod budowę cerkwi pod wezwaniem Kazańskiej Ikony Matki Bożej. Budowę świątyni, sponsorowaną przez przedsiębiorstwo Tatnieft, ukończono w 2007 – pierwsze nabożeństwo odprawiono 29 sierpnia, a w święto patronalne (4 listopada) obiekt został wyświęcony przez arcybiskupa kazańskiego i tatarstańskiego Anastazego. W 2012 cerkiew stała się główną świątynią (katedrą) nowo utworzonej eparchii almietjewskiej, a w 2014 – dekretem patriarchy moskiewskiego i całej Rusi Cyryla – otrzymała status soboru.
Budowla murowana, dwukondygnacyjna, jedna z największych cerkwi na Powołżu. W górnej cerkwi, mogącej pomieścić ponad 1000 osób, na uwagę zasługuje porcelanowy ikonostas. Na dolnej kondygnacji znajdują się: cerkiew pod wezwaniem Świętych Niewiast Niosących Wonności oraz szkoła niedzielna, refektarz (mogący pomieścić 200 osób), kuchnia i pomieszczenia gospodarcze. Na dzwonnicy soboru zawieszonych jest 11 dzwonów, z których największy waży 1350 kg.
Nabożeństwa w soborze odprawiane są codziennie: w niedziele i święta cerkiewne w górnej świątyni, a w dni powszednie – w dolnej.